# Sour El Ghozlane (distrito)
Sour El Ghozlane é um distrito localizado na província de Bouira, Argélia, e cuja capital é a cidade de mesmo nome, Sour El Ghozlane.